# カナダプレース

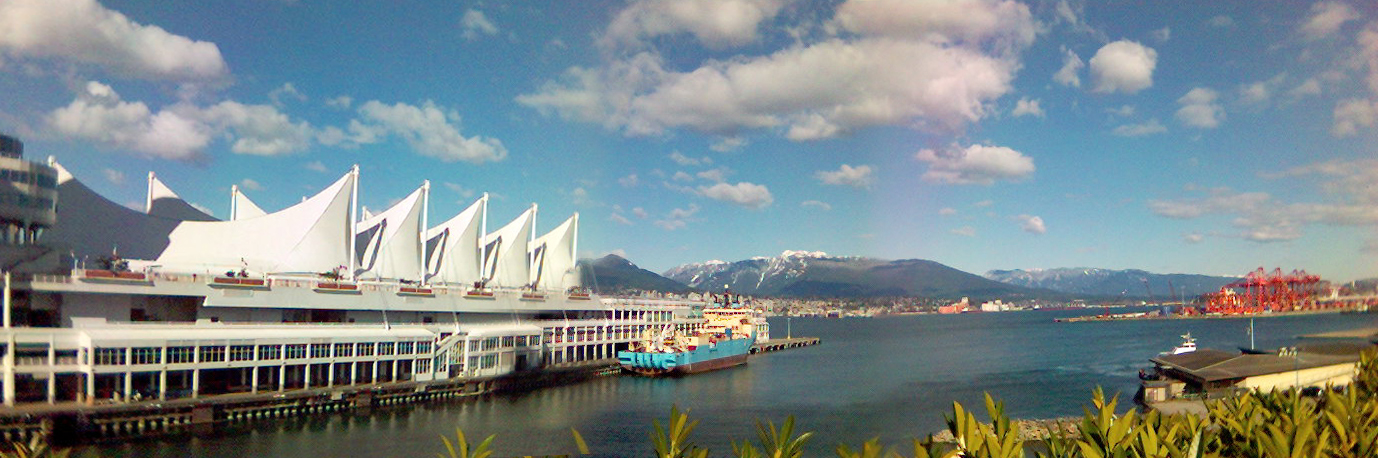
カナダプレイス

カナダプレース（Canada Place）は、カナダ、ブリティッシュコロンビア州、バンクーバーのバラード入り江にある建物である。カナダ・プレイスとも表記する。ここには、コンベンションセンター、パンパシフィックホテル（Pan Pacific Hotel）、世界初めての3DIMAXシアター等がある。ここはクルーズ客船の主要ターミナルでもあり、バンクーバーからアラスカへの出港地でもある。2001年には、客船の船舶スペースが増築された。
カナダプレースは1986年に開催されたバンクーバー国際交通博覧会の時にカナダのパビリオンとして建てられた。この建物は同博覧会の開催されていたフォールスクリーク（False Creek）から唯一離れていたが、スカイトレインを使いウォーターフロント駅で降りる事で連絡できた。
白い船の帆のような建物は、バンクーバーのランドマークとして使われることが多く、シドニーのシドニーオペラハウスのような存在となっている。